# Sequestro e morte da família Bibas
O sequestro e morte da família Bibas refere-se à captura e posterior morte de Shiri Bibas e seus dois filhos, Ariel e Kfir, durante o ataque do grupo terrorista Hamas a Israel em 07 de outubro de 2023. As crianças tinham, respectivamente, 4 anos e 9 meses quando foram sequestradas. Os três morreram em cativeiro, na Faixa de Gaza, segundo Israel assassinados por membros do Hamas.  
O marido de Shiri e pai das crianças, Yarden Bibas, foi levado cativo separadamente e libertado com vida em fevereiro de 2025, duas semanas antes dos corpos dos três serem devolvidos a Israel. 
O sequestro e a morte da família Bibas tornaram-se um símbolo da perda e dor em Israel e a imagem de Shiri envolvendo seus dois filhos pequenos circulou o país e o mundo através das redes sociais.

## Sequestro
Shiri Bibas e seus dois filhos pequenos, Kfir e Ariel, foram sequestrados de sua casa no Kibutz Nir Oz durante os ataques. O marido de Shiri e pai das crianças, Yarden Bibas, foi levado cativo separadamente. Os pais de Shiri foram mortos no mesmo ataque. 

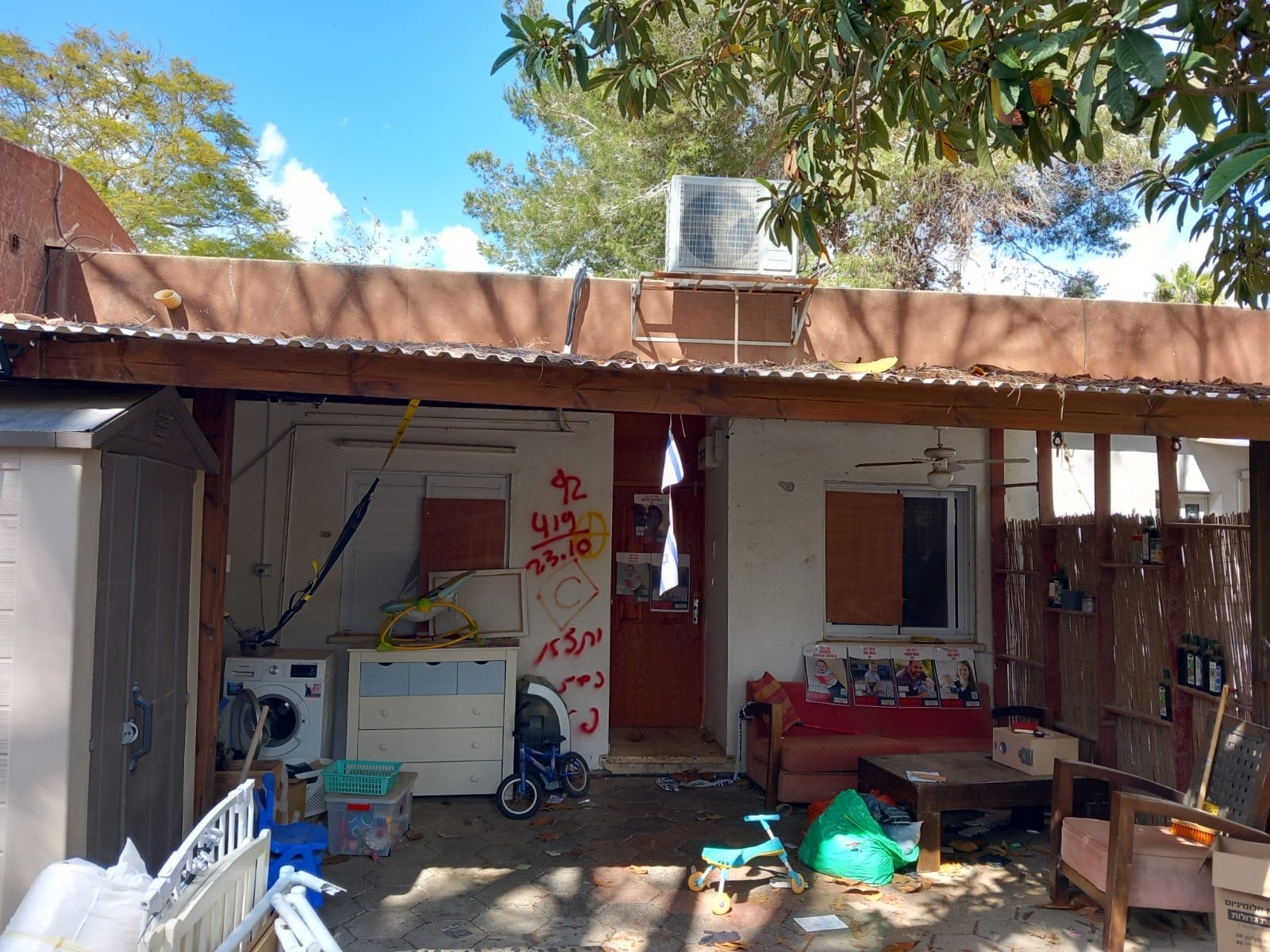
A casa dos Bibas

## Morte
Houve relatos conflitantes sobre o destino da família enquanto estavam em cativeiro. O Hamas inicialmente alegou, no final de novembro de 2023, que Shiri e seus filhos haviam sido mortos em um ataque aéreo israelense. Israel não confirmou essas mortes e expressou séria preocupação com o bem-estar deles.
Em 30 de novembro de 2023, o Hamas ofereceu-se para devolver seus corpos junto com a libertação de Yarden Bibas, mas Israel recusou, exigindo a libertação de reféns mulheres vivas primeiro.

## Libertação de Yarden Bibas
Yarden Bibas foi libertado vivo em 1º de fevereiro de 2025, como parte de um acordo de cessar-fogo.

## Devolução dos restos mortais
Em 20 de fevereiro de 2025, o Hamas entregou caixões que supostamente continham os corpos de Shiri, Kfir e Ariel Bibas, juntamente com o corpo de outro refém, Oded Lifshitz, de 83 anos. No dia seguinte, Israel identificou os restos mortais de Kfir e Ariel, mas não o copro de Shiri, já que os restos mortais eram de uma mulher palestina, o que causou duras críticas ao Hamas. No entanto, o corpo da mães das crianças foi devolvido e identificado no dia seguinte, após o Hamas alegar que o corpo havia sido misturado a outros durante um ataque aéreo israelense.  
"Agiremos com determinação para trazer Shiri para casa junto com todos os nossos reféns, vivos e mortos, e garantir que o Hamas pague o preço total por essa violação cruel e maligna do acordo”, disse o primeiro-ministro israelense, Benjamin Netanyahu, após o erro na devolução dos restos mortais. 

## Propaganda de guerra
Durante a entrega dos corpos, os caixões foram exposto num placo e estavam cobertos com cartazes pró-Palestina, com frases de efeito como "O Retorno da Guerra=O Retorno de Seus Prisioneiros em Caixões", o que foi criticado por autoridades de Israel, pelo secretário-geral da ONU e outras personalidades. Num editorial, o jornal Gazeta do Povo chamou o incidente de "o espetáculo macabro do Hamas".

## Funerais
A procissão fúnebre de Shiri e seus dois filhos ocorreu em 26 de fevereiro de 2025, em Israel. Eles foram enterrados juntos perto do Kibutz Nir Oz.  

## Responsabilidade e investigação
Israel afirmou que a família Bibas foi sequestrada por uma gangue criminosa palestina e posteriormente mantida pelas Brigadas Mujahideen, outro grupo militante aliado ao Hamas. Em abril de 2025, as FDI anunciaram que haviam matado um alto terrorista das Brigadas Mujahideen que supervisionou o sequestro e provavelmente estava envolvido em seu assassinato. Autoridades israelenses disseram que evidências forenses indicam que Shiri Bibas e seus filhos foram brutalmente assassinados em novembro de 2023. "Após o exame forense, podemos confirmar que o bebê Kfir Bibas, com apenas dez meses de idade, e seu irmão mais velho Ariel, com quatro anos, foram ambos brutalmente assassinados por terroristas enquanto eram mantidos reféns em Gaza até novembro de 2023", declarou o porta-voz das Forças de Defesa de Israel (IDF), Daniel Hagari.  

## Legado e homenagens
O sequestro e a morte da família Bibas tornaram-se um símbolo da profunda perda e dor em Israel após os ataques de 7 de outubro. A imagem de Shiri envolvendo seus dois filhos pequenos e aterrorizados enquanto eram levados para Gaza foi amplamente divulgada e se tornou uma imagem marcante na memória coletiva do país.   
"Agonia. Dor. Não há palavras. Nossos corações, os corações de uma nação inteira, estão despedaçados", disse o presidente Isaac Herzog. 

No dia da liberação dos corpos, a imagem e outras criadas a partir dela tomaram as redes sociais enfatizando os cabelos vermelhos dos dois meninos. 

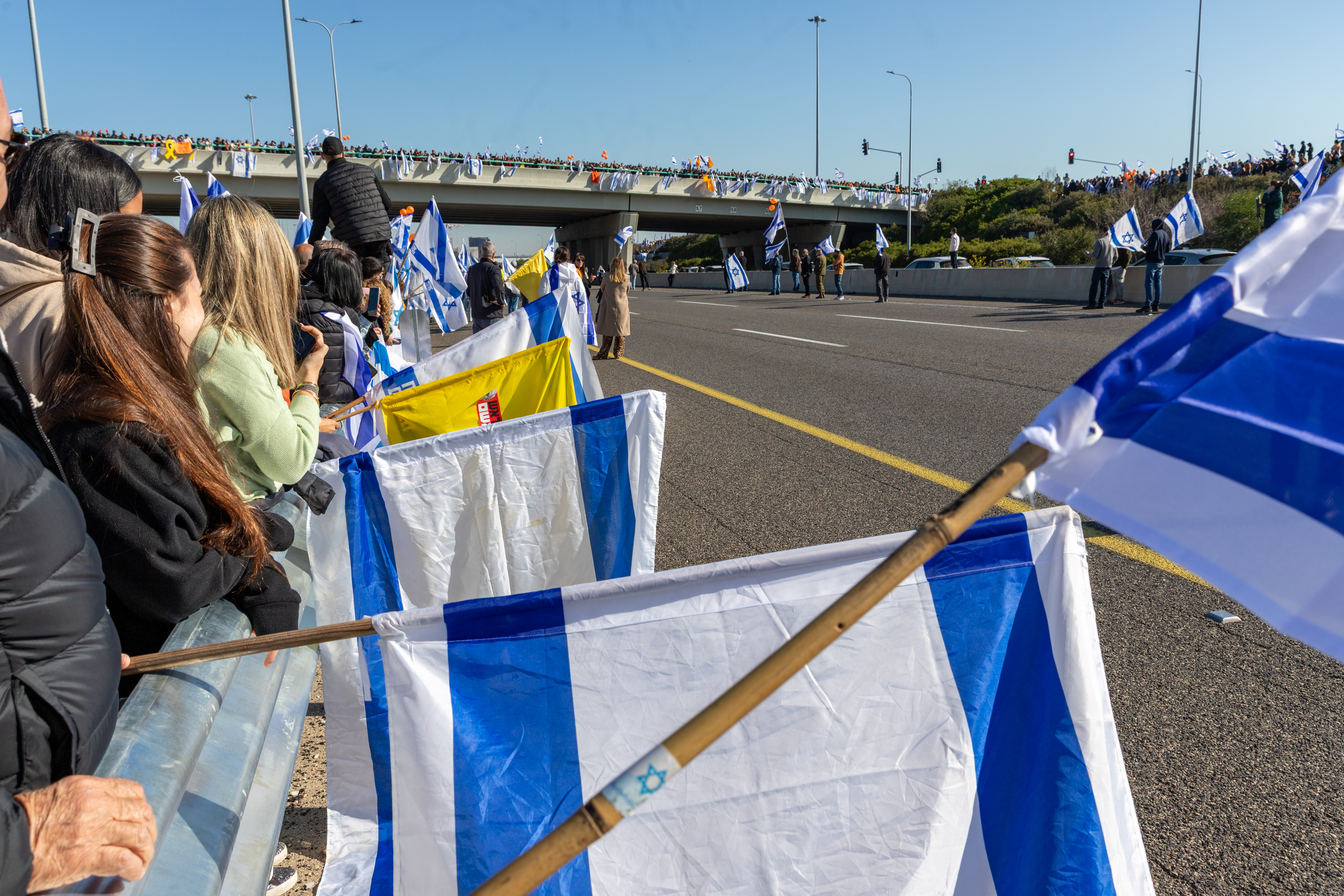
Pessoas tomam as ruas para acompanha a procissão dos corpos
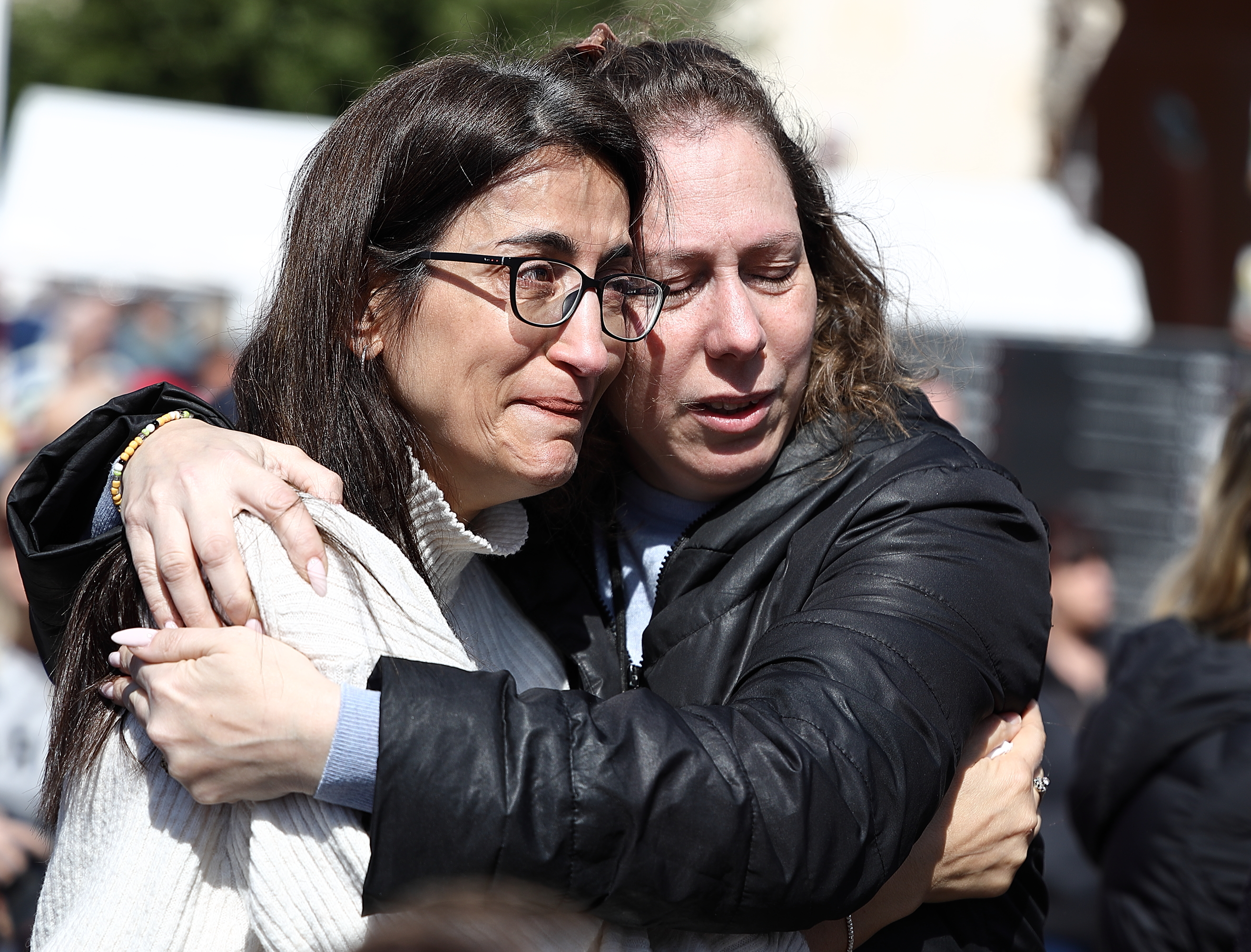
Israelenses choram durante a procissão dos corpos
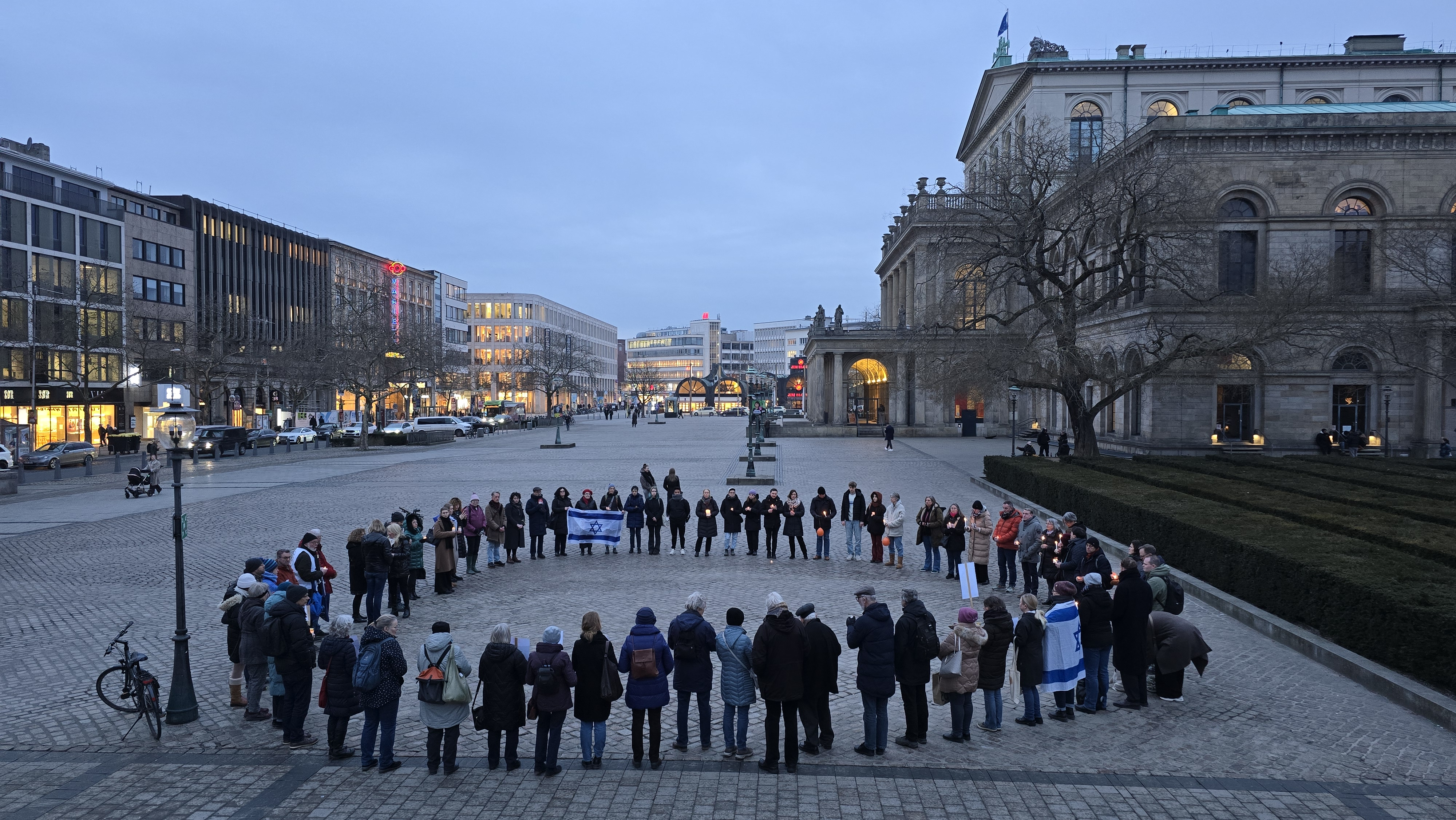
Homenagens na Alemanha
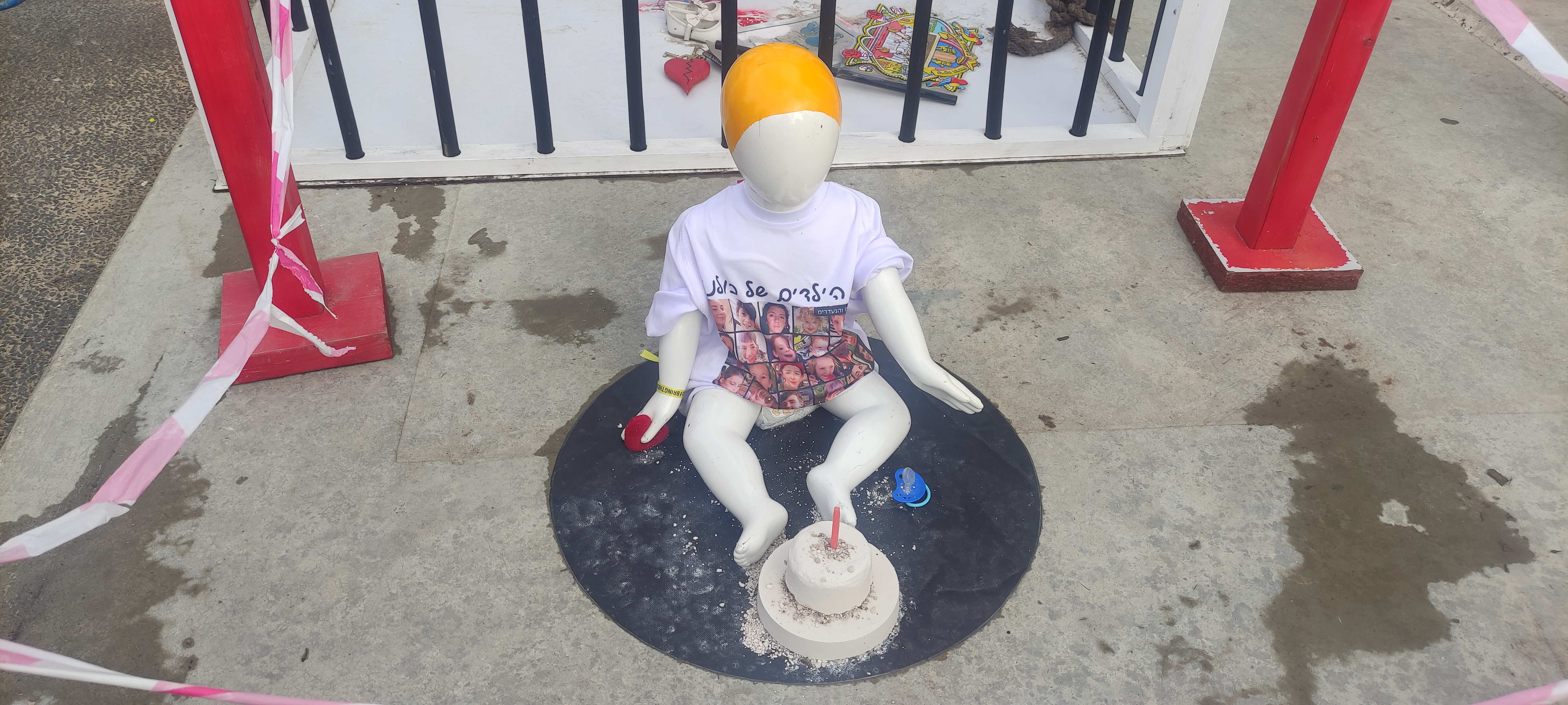
Kfir tem seu cabelo vermelho destacado numa homenagem
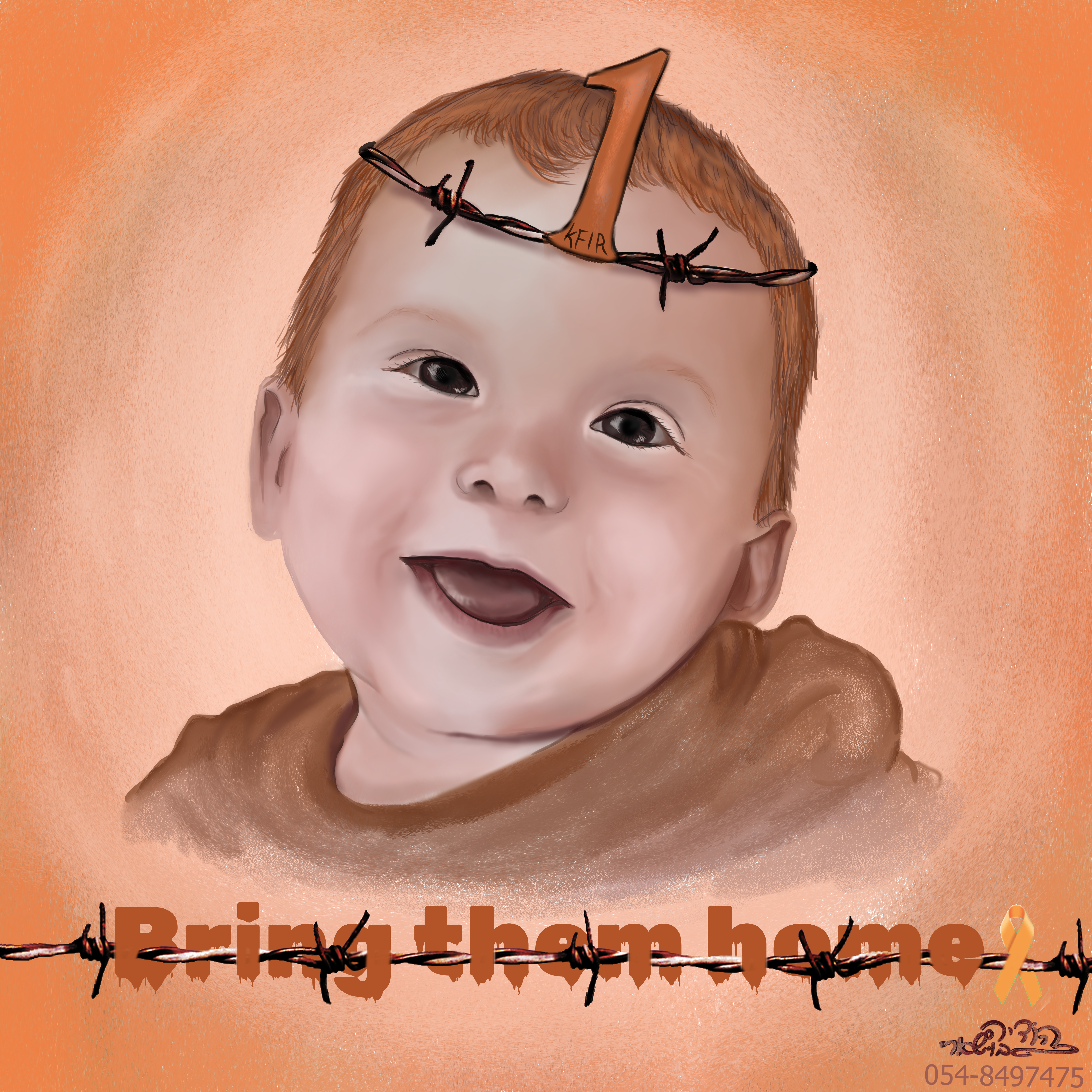
Arte representando o bebê Kfir
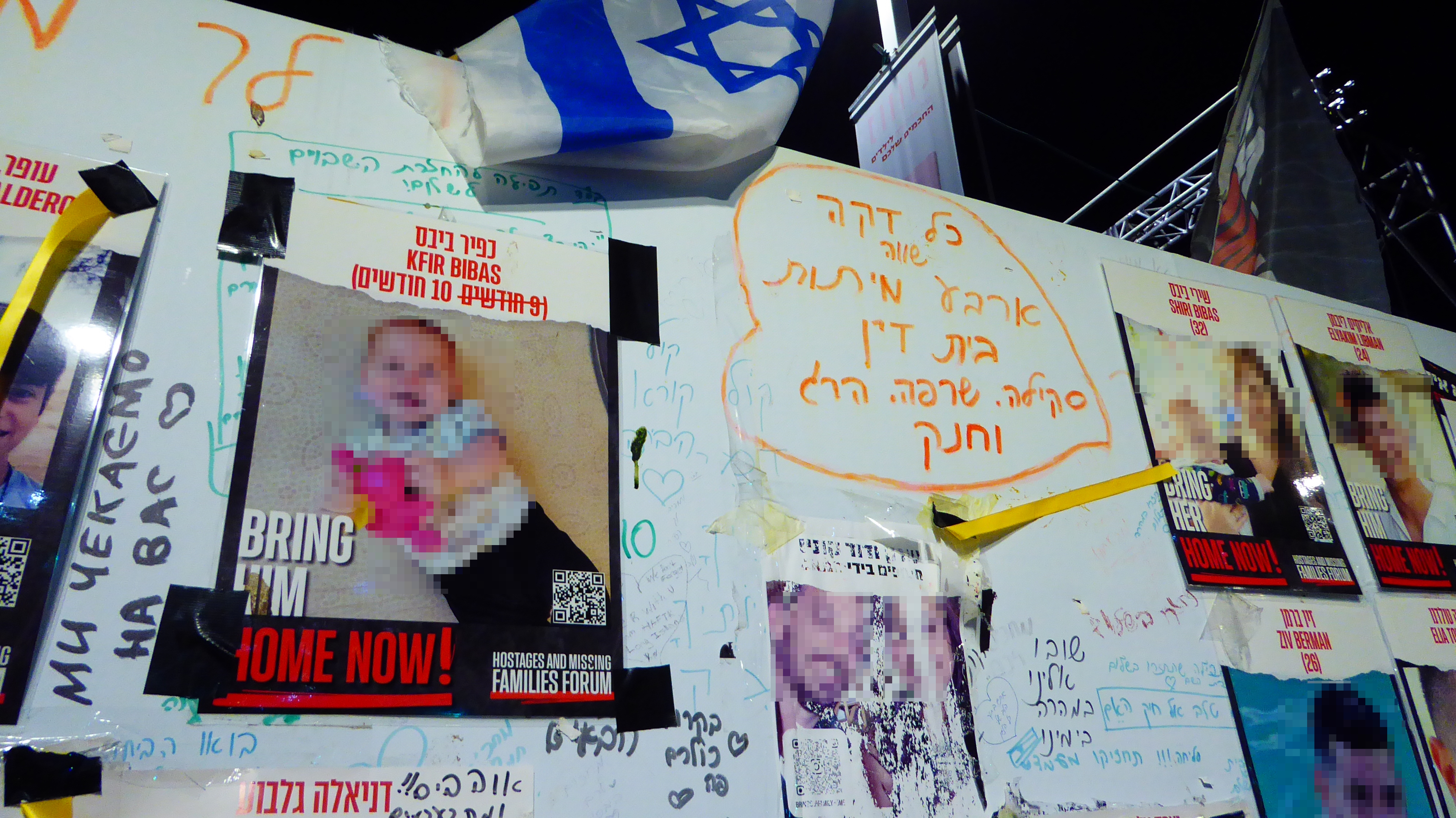
Cartazes pedem a volta dos reféns
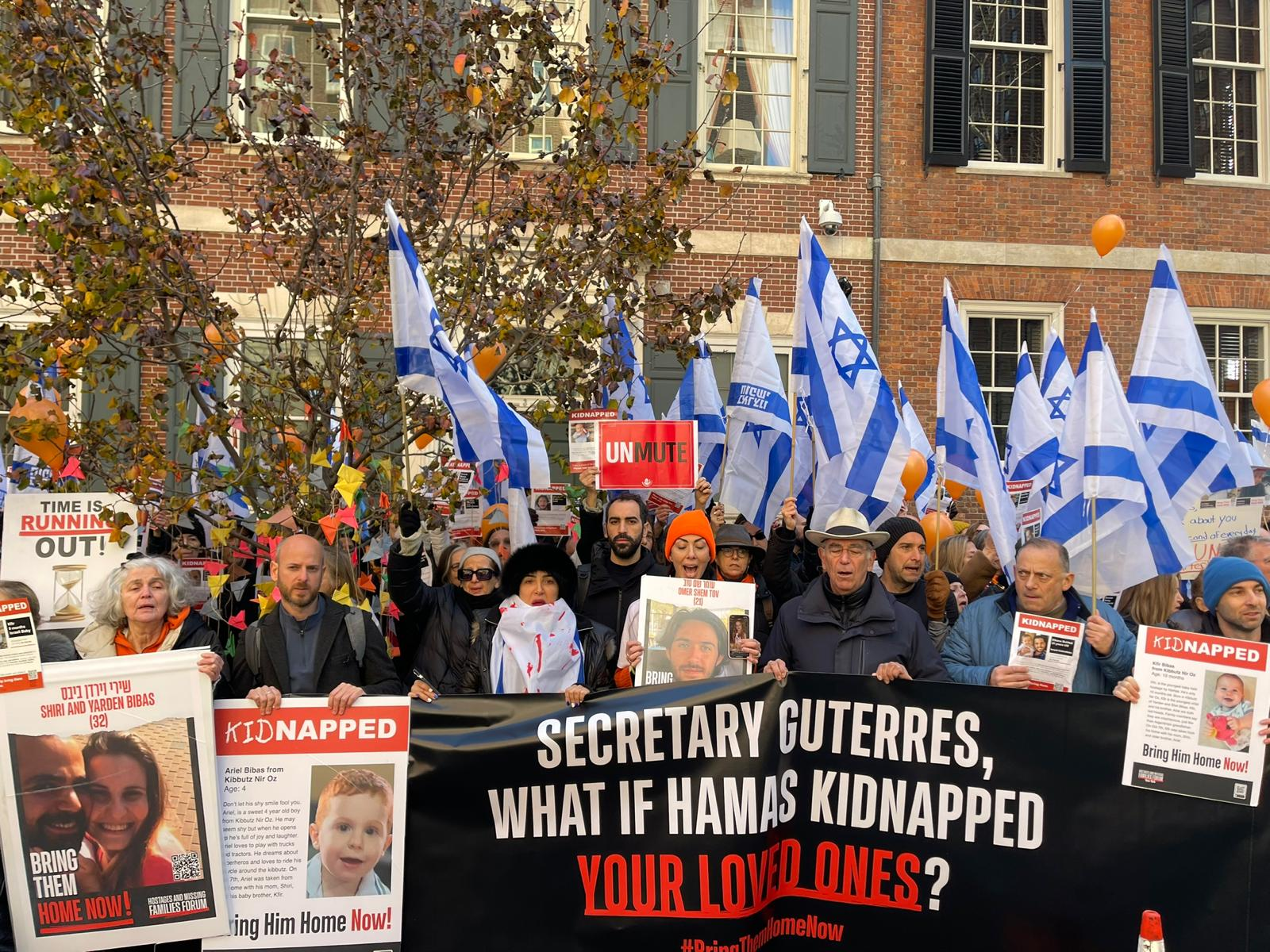
Protestos em NY em dezembro de 2024